# Sylwester Dworacki
Sylwester Dworacki (ur. 3 listopada 1937 w Ziemlinie, zm. 12 października 2020 w Poznaniu) – polski filolog klasyczny, hellenista, wybitny znawca komedii greckiej, profesor zwyczajny na Uniwersytecie im. Adama Mickiewicza w Poznaniu.
Autor 11 książek naukowych, promotor 6 doktorów i 67 magistrów, uczeń Wiktora Steffena, Józefa Dziecha, Witolda Klingera i Jana Sajdaka.

## Życiorys
Urodził się 3 listopada 1937 roku w Ziemlinie, w powiecie gostyńskim, z ojca Jana, właściciela pasieki, i matki Felicji z domu Nowak. W lipcu 1944 wraz z rodzicami i rodzeństwem został wywieziony do Rzeszy na roboty przymusowe i tam przebywał do końca wojny. W roku 1957 ukończył liceum ogólnokształcące w Lesznie i rozpoczął studia filologii klasycznej, zakończone w roku 1962 uzyskaniem stopnia magistra na Uniwersytecie im. Adama Mickiewicza w Poznaniu. Jego mistrzem uniwersyteckim był prof. Wiktor Steffen. Zetknął się jeszcze z profesorami starszej generacji: Józefem Dziechem, Witoldem Klingerem, Janem Sajdakiem. Pierwszego września 1962 roku otrzymał stanowisko asystenta w Katedrze Filologii Klasycznej UAM. W roku 1968 uzyskał stopień doktora, a w roku 1969 stanowisko adiunkta. Rok akademicki 1973/74 spędził w Center for Hellenic Studies w Waszyngtonie jako stypendysta Harvard University. W roku 1975 otrzymał stopień doktora habilitowanego, a w roku 1976 stanowisko docenta. Tytuł naukowy profesora uzyskał w roku 1990, a stanowisko profesora zwyczajnego w roku 1999. W latach 1998–2011 uczestniczył w pracach organizacyjnych, związanych ze środowiskowym Festiwalem Nauki i Sztuki w Poznaniu. Od roku 1998 współpracował z organizatorami Międzynarodowego Festiwalu Chórów Uniwersyteckich „Universitas Cantat” (m.in. przygotowywanie łacińskiego tekstu stanowiącego podstawę utworu finałowego). Organizatorem obu festiwali jest UAM. Od roku 1999 był członkiem komitetu organizacyjnego projektu Verba Sacra Modlitwy Katedr Polskich i Wielka Klasyka, również jako autor niektórych komentarzy. W latach 1997–2003 był przedstawicielem UAM w Konwencie i Senacie Państwowej Wyższej Szkoły Zawodowej w Gorzowie Wlkp, od 2003 do 2008 w Senacie (po rezygnacji w statucie tejże uczelni z Konwentu). Tam w latach 2000–2005 prowadził zajęcia dla studentów polonistyki (1/8 etatu), od 2011 na pełnym etacie. W latach 1997–1999 był przedstawicielem UAM w Konwencie i Senacie Państwowej Wyższej Szkoły Zawodowej w Koninie. Wypromował 6 doktorów i 67 magistrów.

## Praca naukowa
Jego zainteresowania naukowe to komedie Menandra, poety greckiego z IV w. prz. Chr. należącego do tzw. komedii nowej (komedia obyczajowa), ważnej w historii gatunku z uwagi na jej wpływ na komedię rzymską, a dalej na europejską aż do czasów nowożytnych. Badał aspekty gatunkowe komedii Menandra, strukturalne i teatralne, nawiązując też do wcześniejszych gatunków dramatu greckiego. Niezwykle pomocne dla rozwoju naukowego okazało się roczne stypendium naukowe w USA w Center for Hellenic Studies w Waszyngtonie, zwłaszcza do napisania pracy habilitacyjnej i do nawiązania trwających wiele lat kontaktów naukowych. Kilka artykułów poświęcił tragedii greckiej. Ponadto interesował się twórczością Diodora Sycylijskiego. Otrzymał grant (2003–2006) na przekład z komentarzem zachowanych 15 ksiąg historii powszechnej autora z I w. prz. Chr. Wspólnie z profesorem UJ Romualdem Turasiewiczem zebrał tłumaczy z kilku ośrodków naukowych w Polsce. Po śmierci R. Turasiewicza (2005) wspólnie z prof. Leszkiem Mrozewiczem koordynował całość grantu. Na jego dorobek naukowy składa się: 11 książek (w tym 6 jako redaktor naukowy), 54 artykuły, 9 recenzji, 10 drobnych przekładów, 13 artykułów z zakresu popularyzacji, 24 roczniki „Eos” – jako redaktor.

## Życie prywatne
W roku 1962 zawarł związek małżeński z Aleksandrą Styzą, z którą miał syna Grzegorza i córkę Magdalenę, absolwentów Akademii Medycznej w Poznaniu. Do jego zainteresowań pozanaukowych należały fotografia, śpiew i parafrazy muzyczne (podkładanie własnych tekstów pod znane melodie).

## Stopnie i tytuły naukowe
- magister filologii klasycznej: 1962
- stanowisko asystenta w Katedrze Filologii Klasycznej UAM: 1962
- doktor: 1968
- stanowisko adiunkta: od 1969
- doktor habilitowany: 1975
- stanowisko docenta: 1976
- tytuł naukowy profesora: 26 października 1990[3]
- profesor zwyczajny: 1999

Opracowano na podstawie materiału źródłowego.

## Sprawowane funkcje
- Zastępca dyrektora Instytutu Filologii Klasycznej (1977–1981; 1988–1993)
- Kierownik Zakładu Hellenistyki (1977–1987)
- Kierownik Pracowni Prozy Greckiej w Instytucie Filologii Klasycznej UAM (od 1999)
- Prodziekan Wydziału Filologicznego (1982–1985)
- Prorektor UAM (1993–1999)
- Kurator Studium Języka Niemieckiego dla pracowników UAM (2000–2007)
- Członek Państwowej Komisji Akredytacyjnej (2002–2007)[3]
- Członek Rady Fundacji Bibliotek Naukowych Miasta Poznania (1996–2012)
- Przedstawiciel UAM w Komisji Stypendialnej Fundacji z Brzezia Lanckorońskich, działającej przy PAU w Krakowie (1965–2015)
- Redaktor periodyku naukowego „Eos” (z siedzibą w UAM), od 1983 jego redaktor naczelny
- Członek Komitetu Nauk o Kulturze Antycznej PAN (1978–2011)
- Członek czynny Wydziału Historyczno-Filologicznego Towarzystwa Naukowego KUL (od 1993)

Opracowano na podstawie materiału źródłowego.

## Nagrody i wyróżnienia
- Nagroda naukowa im. A. Brücknera (PAN) – 1978
- wielokrotnie nagrody Rektora UAM
- Nagroda Ministra zbiorowa [za rozdział o romansie w Literaturze Grecji Starożytnej]
- dwukrotnie nagroda Ministra za prace w PKA
- „Nagroda Herbu Powiatu Wągrowieckiego” za wkład w utworzenie ośrodka zamiejscowego UAM w Wągrowcu (2003)
- Złoty Krzyż Zasługi
- Krzyż Kawalerski Orderu Odrodzenia Polski
- Medal Komisji Edukacji Narodowej
- Krzyż Oficerski Orderu Odrodzenia Polski (2011)[4]
- Medal Palmae Universitatis Studiorum Posnaniensis

Opracowano na podstawie materiału źródłowego.

## Stypendia
- Stypendysta greckiego Ministerstwa Oświaty (1989)[2]
- Stypendysta DAAD w Kolonii (1990)[2]
- Pobyt w Oksfordzie w ramach Oxford Colleges Hospitality Scheme (1992)[2]

## Publikacje (wybór)
Książki
- Technika dramatyczna Menandra, Poznań 1975.
- Eupolis i fragmenty jego komedii, Poznań 1991.
- Menander quomodo personas in „ Dyscolo” fabula in scaenam induxerit. Studia Menandrea ad „Dyscolum” pertinentia, Wrocław 1965, 64–75 (skrót pracy magisterskiej).

Przekłady
- Heliodor, Opowieść etiopska o Theagenesie i Chariklei, Poznań 2000.
- Diodor Sycylijski, Czyny i dzieła herosów i półbogów, Poznań 2013 – przekład IV księgi Biblioteki.

Artykuły
- The Role of Scenic Accessories in the Comedies of Menander (rozszerzona wersja rozprawy doktorskiej): cz. I w: „Eos” LVIII (1969–1970), 201–217; cz. II w: „Eos” LIX (1970), 35–56 (praca doktorska w wersji angielskiej, uzupełniona o nowe odkrycia papirusowe).
- The Prologues in the Comedies of Menander, „Eos” LXI (1973), 33–47.
- Anagnorismos in Greek Drama, „Eos” LXVI (1978), 41–54.
- Atossa’s Absence in the Final Scene of the „Persae” of Aeschylus, w: ARKTOUROS. Hellenic Studies presented to Bernard M. W. Knox on his 65th birthday, Berlin–New York 1979, 101–108.
- 60 lat hellenistyki poznańskiej, „Symbolae Philologorum Posnaniensium” V (1982), 35–85.
- Die dramatische Struktur des „Gefesselten Prometheus”, „Eos” LXXVII (1989), 5–15.
- Römische Grammatiker über die Komödie, „Symbolae Philologorum Posnaniensium” VIII (1991), 91–102.
- Die Barbaren in den Komödien des Menanders. Power and Spirit, „Annales Universitatis Turkuensis”, vol. CXCIX, 99–110, Turku 1993.
- Chłostanie Dionizosa. Bogowie na scenie w komediach Arystofanesa, w: Język. Religia. Tożsamość nr 1(13), Gorzów Wielkopolski PZWS Gorzów Wlkp.) 2016, 43–54.